# クロロベンゼン
クロロベンゼン（英: chlorobenzene）は、有機化合物の一種で、分子式 C6H5Cl と表されるハロゲン化アリール（芳香族ハロゲン化物）。無色で、可燃性の液体。ふつうは一置換体であるモノクロロベンゼンのことを指す。消防法に定める第4類危険物 第2石油類に該当する。

## 概要
クロロベンゼンは、DDT（かつて用いられ、現在では使用が禁じられた殺虫剤）の原料として、クロラール（トリクロロアセトアルデヒド）とともに用いられていた。しかし、現在DDTは多くの国で使用が禁じられ、中国・インドで農業用や発展途上国のマラリア対策用に製造されている程度である。
また、フェノールの合成法のひとつとして、ベンゼンを塩素化してクロロベンゼンとしたのち、高温下で水酸化ナトリウム水溶液とともに加熱する方法があり、これに用いられることがある。ただし、フェノールの工業的製造法はもっぱらクメン法が用いられており、この手法はあくまで実験室的手法である。
現在、クロロベンゼンの主な用途は、除草剤、色素、ゴムの合成中間体として重要なクロロニトロベンゼン、ジフェニルエーテルの原料としてのものである。
クロロベンゼンは、有機化学における高沸点の溶媒、塗料の溶媒として用いられる。また、自動車の部品の脱脂に用いられる。
また2014年12月、火星の岩石中にクロロベンゼンが含まれているものが報告された。

## 合成
1851年に、フェノールと五塩化リンの反応により初めて合成された。現在工業的には、ベンゼンを塩化鉄触媒の存在下で塩素化することで得ている。

実験室規模では塩化ベンゼンジアゾニウムからザンドマイヤー反応によって作ることができる。